# Tierras Medias (Inglaterra)

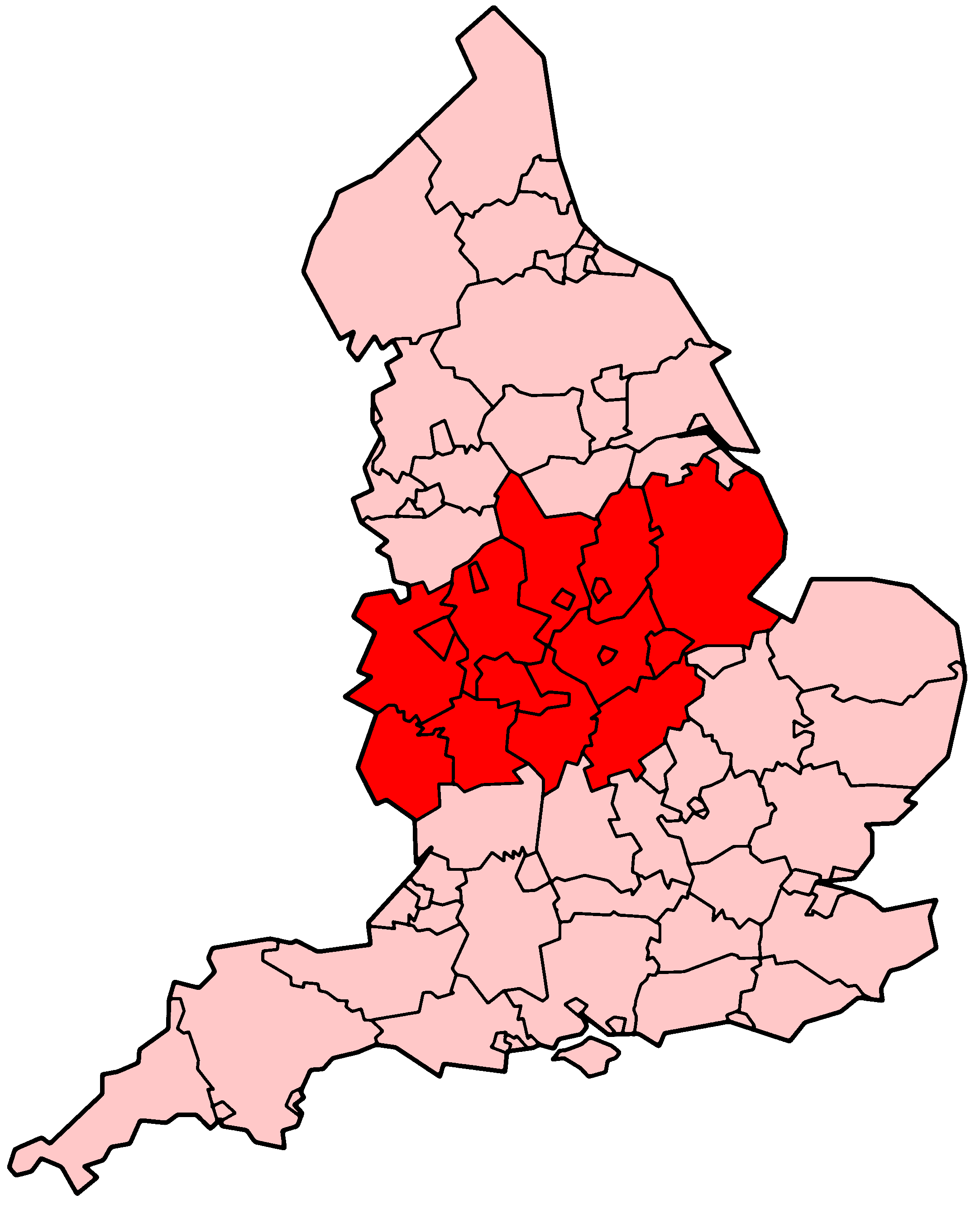
Área comprendida por las Tierras Medias.

Las Tierras Medias (en inglés Midlands) es el nombre con el que se conoce el área de la actual Inglaterra que aproximadamente se corresponde con el que ocupaba el Reino de Mercia en la temprana Edad Media. 
La región queda comprendida entre la Inglaterra meridional,  la septentrional, la Anglia Oriental y Gales. Su ciudad más poblada es Birmingham. 
La zona tuvo una especial importancia durante la Revolución Industrial de los siglos XVIII y XIX.